# Acontia catenula
Acontia catenula är en fjärilsart som beskrevs av Walker 1865. Acontia catenula ingår i släktet Acontia och familjen nattflyn. Inga underarter finns listade i Catalogue of Life.